# Лоскино
Лоскино — деревня в Бежаницком районе Псковской области России. Входит в состав сельского поселения Бежаницкое.

## География
Деревня находится на востоке Псковской области, в пределах Бежаницкой возвышенности, к югу от реки Шеловицы, на расстоянии примерно 7 километров (по прямой) к юго-востоку от посёлка городского типа Бежаницы, административного центра района.

### Климат
Климат характеризуется как переходный между типично морским и континентальным с повышенной влажностью.

### Часовой пояс
Деревня Лоскино, как и вся Псковская область, находится в часовой зоне МСК (московское время). Смещение применяемого времени относительно UTC составляет +3:00.

## История
До 2015 года входила в состав ныне упразднённой Бежаницкой волости.

## Население
| 2001 | 2002 | 2010 |
| ---- | ---- | ---- |
| 4    | ↘0   | →0   |